# 달에 다가서는 소녀의 작법
《달에 다가서는 소녀의 작법》(일본어: 月に寄りそう乙女の作法 쓰키니요리소오토메노사호[*])은 일본의 게임 회사 Navel이 2012년 10월 26일에 윈도우용 성인용 미소녀 연애 시뮬레이션 게임이다. 2003년의 설립된 Navel의 10주년 기념 작품이다. 줄여서 쓰키니요리소(つきによりそ), 쓰리오토(일본어: つり乙 쓰리오토[*]) 등을 사용한다.

## 개요
Navel의 제15번째 작품이며 10주년 기념 작품이다. 새로운 오리지널 신작으로는 『SHUFFLE!』『Soul Link』『우리들에게 날개는 없다』『세계정복그녀』에 이은 5번째 작품이 된다.
본 작품은 Navel 설립 멤버중 1명인 스즈히라 히로가 2009년의 SHUFFLE! Essence+ 이후에 Navel작품에 참여해 니시마타 아오이와 팀을 이루어 원화를 담당하고 있다. 기획은 마키시에 의한 시나리오를 Navel 소속의 시나리오 작가인 오쟈쿠손, 히가시 노스케, 모리바야시 아키라가 Navel다움을 덧붙여 나갔다. 따라서, 시나리오 작가가 히로인 별로 루트를 쓴 것은 아니다.
2012년 10월 26일 - 달에 다가서는 아가씨의 작법 Limited Edition ("사운드 트랙 프레타 포르테" 포함) 발매.
2012년 12월 21일 - 달에 다가서는 아가씨의 작법 Standard Edition（패치 적용, 부속 특전 없음）발매.

## 작품
Navel 작품으로서는 최초의 여장물이며 니시마타 왈「지금 내부에서는 절대 나오지 못할 기획」이라고 말했다. 스즈히라의 요청으로 기존의 Navel 작품과는 다른 느낌의 시나리오다.
원래 기획에서는 좀 더 진지한 작품이였으나 Navel다움을 요구받아 『SHUFFLE!』풍의 느낌을 3명의 시나리오 작가가 담았다. 따라서 게임의 프롤로그에서는 무거운 느낌이 다소 있으나 이후에는 밝은 전개의 작품이다.
등장 인물들의 이름은 모두 은행 이름이 붙어있다. 그것은 오쟈쿠손이 그것은 흩날리는 벚꽃처럼에서 히로인들의 이름을 신칸센으로 시켰듯이 다음은 은행 이름으로 붙이는게 어떻냐고 적당히 대답한 것을 스즈히라가 기억했다가 추천했기 때문이다.

## 스토리
일본 재계를 대표하는 오오쿠라가의 사생아로 태어난 오오쿠라 유세이는 냉대받으며 해외에서 자라왔다. 어머니가 다른 형의 변덕으로 일본에 돌아온것 까진 괜찮았지만 목표한 패션 디자이너로서의 재능이 없다는 낙인이 찍혀 낙담하게 된다. 거기다, 동경하는 장・피에르・스탠리가 설립한「필리아 학원」의 개교를 알고, 여동생・리소나의 도움으로 여장하고 학원에 입학할 것을 결심한다. 리소나의 친구이며 새학년부터 부자들 투성이의 특별 교실에 사쿠라코우지 루나의 메이드로서 등교하게 되었다.
루나가 사는 「사쿠라 저택」에는, 스위스로부터 온 유학생 유루슈-르＝후루-루＝샨메-르, 교토쪽의 귀족인 하나노미야 미즈호, 유세이가 어렸을 적에 만났던 서민파 사장의 따님 야나가세 미나토가 각각의 메이트와 함께 사는것으로 필리아 학원에 다니게 되었다. 유세이는 남자라는 것을 들키지 않고 잘 지낼수 있을까?

## 등장인물

### 주인공
본명: 오오쿠라 유세이 (大蔵 遊星 오오쿠라 유우세이[*]) / 여장시 이름: 코쿠라 아사히 (小倉 朝日 코쿠라 아사히[*])
신장 : 164cm
주인공. 성별과 성장 배경을 속여 사쿠라코우지 루나를 섬기는 메이드.
아버지는 오오쿠라가의 당주이며 어머니는 영국의 미인. 영국 출신이지만 국적은 일본이다. 사생아이기 때문에 본가에서 소외당하고 맨체스터의 다락방에서 버려지다시피 취급을 받으며 자랐다. 가족 내에서는 금기로 간주되어 어머니의 애정을 받으며 자랐지만 여동생인 리소나와 만난것을 본처의 분노를 사, 어머니와 이별해 맨체스터로부터 프랑스의 본에 있는 별택으로 옮겨진다. 별택에서는 와인창고의 경비로 하인마냥 다루어져 어머니의 임종조차 지킬수 없었다. 그러나 강도단이 별택을 덮쳤을 때 쟝과 만나고 의류 디자이너가 되기 위해 일본으로 향하게 된다. 거기서 의류 디자이너의 재능을 키우려 하지만 이온(형)이 디자이너로서의 재능이 없다고 판단해 디자이너로서의 교육을 모두 중단해버린다. 그 후에는 리소나의 뒷바라지를 맡고 있었다. 의류 디자이너로서의 꿈을 버리지 못하고, 쟝이 개교하는 학교에서 공부하기 위해 성별을 숨길것을 결심한다.
장래에 오오쿠라가를 시중들기 위해 학교를 다닐수 있었고 모든 분야의 일을 가정교사로부터 가르침받았다. 그 때문에 학문이나 운동, 가사 등 어떤 일이든 잘 해내는 좋은 스펙을 가지고 있어 사쿠라 저택이나 필리아 여학원에서도 그 재능을 유감없이 발휘하고 있다. 특히 요리 실력은 이온(형)도 인정할 수 있을 정도. 레퍼토리도 지금까지 방문한 지역, 나라만큼 풍부하다. 의류 디자이너의 재능은 이온(형)에게 부정되고 있고 실제로 디자인에 관해서는 우수하지 않지만 형지와 재단에 대해서는 루나나 유르슈르로부터 졸업 후에 자신 아래서 일할 것을 권유받을 만큼 뛰어나다.
스탠리와 만남의 영향도 있고 그 암울한 환경에서 자란것으로 생각할 수 없을 정도로 적극적인 성격이며 사교성을 포함해 루나나 그 친구들, 사쿠라 저택의 메이드들에게서 평이 좋다. 성실한 성격 또한 일의 동료인 메이드로부터도 모범을 보인다. 다만, 자신의 생각에만 너무 몰두해 주위의 목소리가 들리지 않을 때가 있어 가끔 빠진 모습을 보이기도 한다. 또 유년기로부터 항상 무엇이든지 잘할 것을 요구받아 온 것과 이온(형)의 엄격한 평가 기준의 영향으로 자기 평가는 꽤 낮다. 여장에 관해서는 본인은 어쩔 수 없다고 생각하지만 작중의 언동을 보아서는 점점 메이드가 되고 있는게 분명하다. 입학식에 나타난 이온(형)이 이사장 및 학원장 대리가 된다는 것을 알고 절망하나 학생들의 디자인을 대략적으로 체크하고 다행히 반년에 한번 올 정도라는 말에 안심한다. 입학식 중 이온이 학생들에게 각오를 요구할 때 남동생(유세이)의 이야기를 학생들에게 이야기 한다. 그 때문에 공개처형을 당한것 같은 기분을 가지지만 주위 사람들 덕분에 다시 각오를 다진다.
외모는 어머니를 닮았으며, 여자같은 목소리, 귀여운 외모, 매끈매끈한 피부, 군살없는 얇은 살집, 부풀어 오른 엉덩이 등 미소녀의 표본같은 특징 덕에 여장을 해도 전혀 위화감이 없다. 리소나로부터는 "너무 어울려서 기분나빠"라고 말해질 정도이며 소꿉친구의 미나토조차 아사히(유세이)와 재회했을 때 미소녀의 표본 "THE 미소녀"라고 말하며 주인공을 알아볼 수 없었다. 여장시엔 가발을 쓰고 속옷도 여성용을 착용하며 가슴에는 패드를 부착하고 있다.
파운데이션 등이 간단한 화장도 하고 있는듯 하나 맨얼굴로 다녀도 딱히 들킬 염려는 없는것 같다.
사실 유세이에게는 パタンナー (패터너)[*] (Patterner) 로서의 재능이 있었지만 이온(형)은 어느 이유 때문에 그 재능을 눈치채지 못했다.
이름의 유래는 朝日 (아사히)[*] = あさひ銀行 (아사히은행)[*] 遊星 유세이[*] = 郵政 (유세이)[*] ゆうちょ銀行 (유우쵸은행)[*]

### 메인 히로인
사쿠라코우지 루나 (桜小路 ルナ 사쿠라코우지 루나[*])
성우 - 우이
신장: 145cm 쓰리 사이즈: 72-49-74
도쿄 출신. 아사히가 메이드로서 시중드는 주인. 필리아 여학원 1학년.
영락한 명문 사쿠라코우지가의 막내(오빠와 언니가 1명씩 있다)이다. 태어날 때부터 은색의 머리카락과 주홍색의 눈동자, 눈부신 흰 피부를 가졌다. 그 때문에 직사광선에 약하고 밖을 걸을 때는 양산을 빠뜨릴 수 없다(작중에서는 특히 언급되어 있지 않으나 이러한 특징으로부터 알비노 증후군일 것으로 추측된다). 선천적인 그 외모로부터 아버지나 가족들로부터는 소외당해 어렸을 적엔 방치에 가까운 취급을 받았으며 현재는 친가와 거의 절연하여 미나토구에 있는 사쿠라 저택에 독신 생활을 하고 있다. 사쿠라 저택은 원래 사쿠라코우지가의 별장이였지만 몰락하여 매물로 내놓은 것을 시세보다 비싼 값에 매입하였다.
항상 냉정하고 침착하여 재능이 풍부한 자신가로 새디스트적인 기질이 있으며 사랑스러운 상대를 괴롭히는 것을 좋아해서 아사히나 유르슈르는 때때로 심한 꼴이 된다. 아사히가 곤란해 하고 있는 모습을 보면 창작 의욕이 자극된다고 한다. 성격이 이온과 닮은 부분이 있기 때문에 리소나로부터 "작은오빠의 여자버전"이라고 들은 적이 있다. 때때로, 고귀한 태생이라고 여겨지지 않는것 같은 말투를 사용한다.
과거의 일련의 일 때문에 마음을 닫아버려 친구를 많이 만들지 않았고 상대의 틈이 보이면 그 부분을 끝까지 공격하는 버릇이 생겼다. 하지만 상냥한 마음을 가지고 있어 그 본질을 아는 사람에게는 존경을 받고있다.
주식을 통해 벌어들인 수익금을 자본으로 기업을 경영, 개발한 소셜 애플리케이션도 성공한 훌륭한 사업가. 그 자산은 사쿠라코우지가의 당주인 아버지의 자산을 훨씬 더 웃돌기까지 했다. 아사히는 수행원의 메이드로서 채용하였다. 면접같지 않은 면접을 통해 한눈에 마음에 들어 채용을 결정했지만 야치요에게 잔소리를 듣고 몇가지 질문을 하였고 그 대답이 마음에 들었기에 채용을 결정했다. 원래 주위의 뒷바라지만 시킬 생각이였으나 아사히가 열심히 시중들어 마음에 들었다.
디자인에 관해서 천재적인 감각을 가졌고 어떤 일이라도 그 이온도 인정할 정도지만 형지 나 재단은 서툴기에 아사히에게 맡기고 있다.
이름의 유래는 桜小路 (사쿠라코우지)[*] = さくら銀行 (사쿠라 은행)[*]
야나가세 미나토 (柳ヶ瀬 湊 야나가세 미나토[*])
성우 - 모리야 미소노
신장 - 154cm 쓰리 사이즈: 87-57-84
시가현 출신으로 유세이의 소꿉친구이며 유세이와 둘만 있을 때는 "유우쵸"라고 부르고 있다. 필리아 여학원 1학년.
초등학교 3학년 때, 홈스테이한 맨체스터 저택에서 유세이와 만났다. 그녀의 아버지는 잘 되면 오오쿠라가에 딸을 시집보낼 계기를 만들 생각을 하고 있던것 같지만 유년기에는 프로레슬링 기술을 남자에게 거는 등 강한 여자아이로 본인에게 그 자각은 없었다. 다만, 나무에서 떨어졌을 때 유세이에게 도움을 받았을 때부터 연정을 품어 그 첫사랑을 아직도 간직하고 있다.
자신의 기분을 자각하고 나서는 여성다워지는 것을 목표로 해 노력해왔다. 다만, 지금도 여성으로서는 힘이 강하기도 하고 사소한 때에 프로레슬링 기술을 걸어버리는 것같은 본질적인 부분은 변함없는 것 같다. 지방 출신인 것과 태생이 상류계급이 아닌 것을 이유로 자신을 깎아내리는 것인지 때때로 이상한 것을 말할때가 있다.
어떤 사건으로부터 히로인 중에서는 유일하게 아사히의 비밀(사실은 남자이며 자기가 오오쿠라 유세이인 것)을 알게 되어 협력하게 된다. 의류에 관해서는 뛰어난 게 아니지만 소품이나 장식품에 관해서는 뛰어나다. 주운 돌같은 것을 가공해 목걸이 등을 만들지만 센스도 좋아서 주운 돌이 블루 토파즈였을 때도 있다.
밝고 적극적이지만 약간 대충하는 곳이 있다. 사람을 대하는 것이 서투른 루나에게도 적극적으로 대해 친구로서 교제해왔다. 분위기를 밝게 하는 재능의 소유자로 사쿠라 저택의 무드 메이커다.
친가는 일대에 급성장한 운송 회사에서 갑자기 출세해 소위 말하는 벼락부자가 되었으나 생각이나 행동은 서민.
이름의 유래는 湊 (미나토)[*] = みなと銀行 (미나토 은행)[*]
유르슈르=후르르=쟌 메일 (ユルシュール＝フルール＝ジャンメール / Ursule=Fleur=Jeanmaire)
성우: 고교 나즈나
신장: 157cm 쓰리 사이즈: 88-55-80
스위스・제네바 출신의 유학생으로 필리아 여학원 1학년이다. 애칭은 유시(ユーシェ).
귀족 출신으로 그것에 자랑을 가지고 있으나 그 자랑을 잘못된 방향으로 확대 해석하고 있다. 자존심이 강하고 오기가 있지만 몇번 속아도 또 믿어버리는 솔직함과 타인의 재능을 인정하는 마음씨도 가지고 있다. 츤데레 속성이 있다.
집안 사이에서 예부터 교류가 있었기에 루나와는 어릴적부터 친구이다. 본인은 루나의 라이벌을 자칭해 겨루지만 계속 지고있다. 또 일상 회화에서도 루나에게 말투를 조롱당해 분해하는 일도 많이있다. 단지 그 거만한 어조는 신경써 주었으면 하는 소망의 반대인 것은 주변에 이미 들키고 있다.
「그 곳에 살기 위해서는 그 곳의 관습이나 풍속에 따라라」라는 쟝 메일의 생각에 근거해 일본에 체제할 때는 일본어를 사용하는 것을 기본으로 하고 있다. 일본어는 통달해 찰나의 비명도 일본어가 나오는 만큼이지만 웃는 방법은 "오호호", 어미의 마지막에는 "ですわ (이랍니다~)[*]" "ですの (이에요~)[*]"를 붙이는 등 군데군데에서 잘못된 표현을 하고 있다. 그 대부분은 루나나 사샤에게 거짓말로 가르쳐 받은 결과로 기르는 개의 이름도 "モトカレ 모토카레(전 남친)[*]"다. 다만, 그것도 잘못된 일본어를 배우고 있는 것만으로 모국어의 프랑스어로 할 때는 같은 이름이 아닌 것 같다.
작품의 유루슈르 루트의 엔딩에서 제작진의 실수인지 모르겠으나 주인공의 독백으로 "동경 46.2 북위 6.1"이라는 위치 표현이 나오는데 이 위치는 아프리카 소말리아의 두사마렙이라는 지방의 좌표이다. 하지만 "동경 6.1 북위 46.2"의 위치는 유루슈르의 고향인 유럽 스위스의 제네바이다.
이름의 유래는 유르슈르=후르르=쟌 메일 (Ursule=Fleur=Jeanmaire)의 머리글자로부터 = UFJ銀行 UFJ 은행[*]
하나노미야 미즈호 (花之宮 瑞穂 하나노미야 미즈호[*])
성우: 호시자키 이리아
신장: 160cm 쓰리 사이즈: 90-58-89
교토 출신으로 옛 귀족으로서 8백년의 역사를 가지는 하나노미야가의 분가가 친가인 규중 처녀. 필리아 여학원 1학년이다.
친가는 일본 무용의 종가이지만 원래는 에도시대부터 계속되는 포목전이였다. 유년기부터 화도나 다도, 서도 등을 즐기고 있다. 기모노 창조 콩쿠르·쥬니어 부에서 문부과학 대신상을 수상하는 등 일본 전통 옷 재봉 분야에서는 장래가 유망한 디자이너로서 이름이 알려져 있다. 사쿠라코우지가와 하나노미야가는 옛 조상의 인연으로 연결되어 있어 루나와는 어릴때부터 친구사이다.
온후한 성격이지만 심지는 강한 편으로 약간 전연인 면이 있다. 아이돌을 좋아하는 것 같다. 현지의 토지를 한번도 나왔던 적 없을 만큼의 규중 처녀로 어릴 적에 주위의 남자에게 못된 장난(호의의 반대)을 당한 것이 쌓이고 쌓여서 남자를 매우 싫어하게 되어버렸다. 현재는 남성이 가까워진 것만으로도 두려워 말할 수가 없게 된다.
처음의 만남으로부터 아사히를 마음에 들어해 신분을 넘은 친구로서 교제하고 싶다고 권한다.
가끔 자신이 원하는 것을 강요할 때나 큰 충격을 먹었을 때 죽은눈을 하기도 한다.
세계정복그녀에서는 같은 성씨의 히로인으로 하나노미야 아코・료우코 자매가 등장하지만 관계는 밝혀지지 않았다.
이름의 유래는 瑞穂 (미즈호)[*] = みずほ銀行 (미즈호 은행)[*]

### 서브 캐릭터
야마부키 야치요 (山吹 八千代 야마부키 야치요[*])
성우: 마츠다 리사
신장: 165cm 쓰리 사이즈: 86-57-88
사쿠라 저택의 메이드장 겸 필리아 여학원의 임시 강사. 나이는 20대로 나이에 관한 화제에 매우 민감하기 때문에 그 부분의 화제가 되면 "아직 20대입니다"라고 항의한다.
그 침착한 성격과 꼼꼼함으로 사쿠라 저택의 메이드를 통솔하고 있다. 루나와의 교제는 루나를 여동생처럼 귀여워하고 있기에 루나로부터의 신뢰도 두텁다. 루나를 제일로 생각하고 있기 때문에 루나에게 불이익한 일에 대해서는 폭주할 수도 있다. 아사히는 첫인상이 좋지 않기는 했지만 꼼꼼하고 정중한 일하는 태도로부터 그녀를 평가해 강사를 겸임해 다망하게 된 자신으로 바뀌어 아사히에게 루나를 돌보는 것을 맡긴다.
학창시절은 스탠리와 동급생으로 그 재능을 주위에서 인정받고 있었다. 필리아 여학원에 강사로서 초빙되었던 것도 그 인연으로부터다. 가정의 경제 사정때문에 졸업 후는 사쿠라코우지가에 근무하기 시작했다. 디자인에 있어서 루나의 교사이며 사쿠라 저택의 메이드복을 디자인했다.
이름의 유래는 八千代 (야치요)[*] = 八千代銀行 (야치요 은행)[*]
나나미 나나이 (名波 七愛 나나미 나나이[*])
성우: 탄게 요코
신장: 152cm 쓰리 사이즈: 92-59-90
야나가세 미나토의 메이드. 미나토에 대해 얀끼가 발동할때는 죽은눈을 하는 완전한 극상 얀데레.
외견의 작은 체구에 절대로 가질 수 없을것 같은 사이즈 92의 가슴의 소유자.
원래는 미나토의 동급생이었지만 친척들과 떨어져 있는 도중에 사라졌을 때, 미나토가 구해주어 메이드가 되었다. 그 때문에 미나토를 과하게 생각한 나머지 이미 잘못된 애정의 영역에 이르고 있다. 미나토에 다가가는 인물에 대해서는 적의를 숨기지 않으며 특히 미나토의 첫사랑인 유세이에 대해서는 살의를 표출할 정도이다. 또한 미나토와 사이가 좋은 아사히에 대해서도 살의를 품고있다.
성격은 어둡고 가끔 작은 소리로 원망의 말을 미나토에게는 들리지 않을 각도와 음량을 절묘하게 가감해 듣는 상대를(대부분은 아사히) 두려움에 떨게 만든다(이 때의 대사는 문자가 빠른 속도로 작게 표시되기 때문에 무슨말을 하는지 모르지만 백 로그로 확인이 가능하다). 반대로 미나토와 나나이를 둘만 있게 만들거나 말을 해준 상대에게는 노골적인 호의를 나타낸다. 아가씨들에게 순위매김을 하고 있어 [루나≥미나토≥미즈호>>>유르슈르]의 순서가 되고 있다. 문학 소녀로 좋아하는 작가는 三島由紀夫이다. 때때로, 지금까지 읽은 소설의 내용을 인용한 대사의 표현을 한다.
이름의 유래는 七愛 (나나이)[*] = セブンアンドアイ (세븐앤드아이)[*] (セブン銀行 (세븐 은행)[*])
사샤=뷰케=쟌느칸 (サーシャ＝ビュケ＝ジャヌカン / Sacha=Bucquet=Janequin)
성우: 츠키시로 아야토
신장: 178cm
유르슈르의 메이드이며 프랑스인이다. 외관은 여성이지만 실제로는 남성, 다만 본국의 재판으로 호적의 변경이 인정받은 상태로 호적은 여성이다. 그 때문에 아사히의 정체는 천천히 깨닫게 되지만 알리지는 않았다.
궁극의 나르시스트이며 자기 자신의 아름다움이 최고라고 호언장담을 하고 있다. 여장하고 있는 이유는 여성옷이 아름답다고 생각하고 있기 때문이다. 미에 관한 단어에 대해 약하다. 메이드로서는 우수하나 주인인 유르슈르에게 골탕을 먹이는 경우도 있다. 일본어는 능통하지만 'ば (바)[*]'행을 "美 (비)[*]"로 바꾸어 말하거나 이상한 표현을 사용한다.
실은 전 디자이너로 스탠리와 함께 개업 초기의 회사를 경영하던 "전설의 7인"으로 불리던 프로 디자이너 중 한사람이다. 소꿉친구인 스탠리에게 호의를 품고 있었으나 이온이 나타나고 나서 스탠리와의 시간이 나지 않게 되자 일이 소홀이 된 것을 이온에게 지적되고 스탠리에게서 떠났다.
특기는 펜싱으로 무기로서 세검을 소유해 호쿠토와의 배틀은 이미 주변 사람들에겐 평소의 일과로 인식되어 있다.
이름의 유래는 Sacha=Bucquet=Janequin의 앞 글자인 = SBJ銀行 (SBJ 은행)[*]
스기무라 호쿠토 (杉村 北斗 스기무라 호쿠토[*])
성우: 타미야스 토모에
신장: 172cm 쓰리 사이즈: 82-58-82
미즈호의 메이드로 집사옷을 입고 있지만 여성이다. 집사옷을 입고 있는 이유는 미즈호가 조금이라도 남성에 익숙해졌으면 하는 주인의 명령 때문이다.
스기무라가는 대대로 하나노미야가에 종사하고 있어 호쿠토도 미즈호에게 충성을 받고 있다. 그 때문에 미즈호의 명령에 대해서는 절대적이며 미즈호의 적은 용서하지 않는다. 거짓말하는 사람도 싫어하기에 실력 행사도 불사한다.
이전에는 자아찾기를 위해서 미를 버리고 거짓말하지 않는 부족인 블랙호크족과 대자연 속에서 살고 있었던 시기가 있다. 그 때문에 부족과 같은 기성이나 외침을 할 때가 있다. 주위에서는 이상하게 생각하고 있어서 지적하면 태도를 고치지만 기분이 고양되어 버리면 자제가 효과가 없을 때가 있다. 무기는 공부하던 때 얻었던 핸드 액스, "토마 호크"를 사용한다.
"사촌"은 세계정복그녀에 나오는 아르멘드라 杉村近衛 (스기무라 코노에)[*]와 프로필이 일치하고 있다.
이름의 유래는 아마 北斗 (호쿠토)[*] = 北都銀行 (호쿠토 은행)[*]
오오쿠라 리소나 (大蔵 里想奈 오오쿠라 리소나[*])
성우: 사쿠야 카나데
신장: 149cm 쓰리 사이즈: 85-56-81
유세이의 한살 아래의 이복동생(이온과는 친남매). 이름은 게임상에서는 히라가나(りそな 리소나[*]) 표기이다. 유세이와의 대화에서는 일인칭은 "여동생", 유세이를 "작은오빠", 이온을 "큰오빠"라고 부른다.
공식상으론 단정한 아가씨지만 실제로는 대충하는 성격으로 유세이와 둘이 있을 때는 해이해지는 일도 많다. 사람 사귀는 것이 약하고 주위의 영향으로 삐뚤어진 시각을 갖게 되었다. 유세이를 만났을 무렵은 순진해서 천사같은 여자 아이였다고 평가되고 있지만 본인 가라사대 여기까지 삐뚤어진 성격이 된 것은 가정환경에 원인이 있다는 것이라고 한다.
어렸을 적, 놀러와 있던 맨체스터의 별장에서 괴롭힘을 당하던 때 유세이에게 도움을 받아 연정을 품게 되었다. 실제로 피가 이어진 남매인 것을 알고 나서도 중증의 브라콘인 것을 스스로 시인하고 있어 오오쿠라가에서는 유세이의 유일한 아군이며 이해자다. 다만, 유세이에 대해서는 가시돋은 말투도 한다. 반대로 친오빠 이온은 외경심의 대상이다. 오빠에게로의 마음이 의류를 공부하는 것으로 이끌어 내년도에는 필리아 여학원에 통상 수험을 보려 한다.
취미는 인터넷 서핑이며 때로 하루종일 방에 틀어박혀서 컴퓨터를 하고 있다. 루나와는 온라인 게임에서 알게 된 친구이며 루나춈이라고 하는 별명을 붙이고 있다. 유세이를 여장시켜 메이드로서 루나에게 소개한 것은 리소나이다.
이름의 유래는 里想奈 (리소나)[*] = りそな銀行 (리소나 은행)[*]
오오쿠라 이온 (大蔵 衣遠 오오쿠라 이온[*])
성우: 하토만 군소
신장: 180cm
유세이의 10살 위의 이복형제. 오오쿠라가의 차기 당주이며 세계에 이름을 날리고 있는 천재 패션 디자이너이며 오오쿠라 그룹의 アパレル (어패럴)[*] 기업의 사업주로서 솜씨를 발휘하고 있다. 일족 내에서도 상당한 권력을 가져 부친보다도 강한 권력을 가지고 있다. 스탠리의 친구로 필리아 여학원 출자자의 한사람이며 학원장 대리이다.
오오쿠라가의 배타적인 가풍을 실현하는 엄격한 성격의 소유자. 냉혹한 실력주이자이며 목적을 위해서는 수단과 방법을 가리지 않는다. 입학식의 인사로 연도말 패션 쇼의 성적으로 진학시의 클래스 편성을 결정한다고 말했다. 학원장 대리로서 우수한 사람에게는 최고의 환경에서의 수업을, 그렇지 않은 사람에게는 최저한의 수업을 베푸는 것을 이념으로 두고 있다. 결과를 남긴 사람에게는 경의를 나타내는 태도를 보이지만 그렇지 않은 사람에게는 폭언과 용서없는 매도를 퍼붓고 부정한다. 또, 비록 결과를 남길 만큼 우수한 사람이어도 스스로의 생각했던 대로가 되지 않는 사람에 대해서는 어렵고 마음이 약한 사람에 대해서도 용서가 없다. 공갈, 권모는 이미 숙달된 일로 그 냉혹하고 가열적인 성격은 유세이와 리소나에게 강력한 공포의 감정을 심고 있다.
유세이에게는 오오쿠라의 피가 흐르고 있기 때문에 재능을 기대하고 있었지만 만족할 수 있는 결과를 남기지 못했기 때문에 실망하고 있다. 사실 유세이에게 다른 재능이 있었으나 어떠한 이유로 눈치채지 못했다.
이름의 유래는 衣遠 (이온)[*] = イオン銀行 (이온 은행)[*]
쟝・피에르・스탠리 (ジャン・ピエール・スタンレー 쟝・피에르・스탠리[*])
성우: 시마사키 히로
세계적으로 유명한 신진 디자이너. 필리아 여학원의 창립자로 그 밖에 파리, 로마, 뉴욕에 분교가 있다. 유세이의 동경하는 디자이너이다.
도쿄의 일등부지에 필리아 여학원의 분교를 설립하였다. 이유는 "여성 디자이너를 기르기 위해"를 명목으로 하고 있다. 또, 친구인 이온의 출신지 이니까. 설립하는데 있어 막대한 자산으로도 부족하기 때문에 여러 가지 명목으로 자금을 모았다. 이온도 그 출자자의 한사람이다. 자금을 모으기 위해 아가씨만이 입학할 수 있는 "특별 클래스"를 편성하였다. 집사・메이드 동반으로 수험을 받지 않아도 되는 조건으로 엄청나게 비싼 수업료와 입학금을 지불하는 것을 조건으로 하였다. 특별 클래스는 좋게 포장한 것일 뿐이지 "바보(지식이 없는 아가씨)는 보호자(집사・메이드)를 동반해라"라고 말하는 것과 같다.
본인은 바쁘기 때문에 한곳에 머무는 것은 할 수 없기 때문에 일본교의 이사장직을 이온을 마음대로 해도 좋다는 조건 하에 모두 맡겼다. 바쁘기 때문에 어디에 간다고 해도 분주하게 날아다닌다. 너무 대략적인 성격이라 이온에게 때때로 혼이 날때도 있지만 본인은 신경쓰지 않는다. 이온과는 정반대의 인물.
입학식 때, 유세이가 여장해 학원에 입학한 것을 알아채고 있었다. 본인은 재미있기 때문에 이온에게는 말하지 않고 있었다.
이름의 유래는 スタンレー (스탠리)[*] = モルガン・スタンレー (모르건 스탠리)[*]

## 제작진
- 제작: Navel
- 원화
  - 스즈히라 히로（아사히, 루나, 유르슈르, 리소나, 이온）
  - 니시마타 아오이（미나토, 미즈호, 호쿠토, 사샤）
- 서브원화: 하즈미 리오（야치요, 나나이）
- 각본: 마키시, 오쟈쿠손, 히가시 노스케, 모리바야시 아키라
- CG채색 감수: 사이토 요우코
- CG：사이토 요우코, 타케폰, 마키, 유우, 이시키, 마구
- 배경: 코타로, 토시키
- 시스템 그래픽: 마구
- 인터페이스 프로그램・타이틀 애니메이션: Ko-Ta

## 주제가
오프닝 테마 〈DESIRE〉
노래: 미사토 아키
작사: 니시마타 아오이
작곡: 앗쵸리케
편곡: 스즈키 마사키
삽입곡 〈SHINY MOON〉
노래: 하시모토 미유키
작사: 니시마타 아오이
작곡: 앗쵸리케
편곡: 후지타 요시히사
엔딩 테마 〈泣き虫Baby・弱虫Baby〉 (울보 Baby・겁쟁이 Baby)
노래: 사사키 사야카
작사: 니시마타 아오이
작곡: 앗쵸리케
편곡: 사카이 요이치